# Pithana
Pithana  fue un rey de Kussara del siglo XVIII a. C., considerado por los especialistas un antecesor de los reyes hititas. Es conocido principalmente por la Proclamación de Anitta en la que se narra que tomó la ciudad de Nesa en un asalto nocturno, aunque su nombre también ha aparecido en textos contemporáneos encontrados en los yacimientos de Kültepe y Alişar, lo que certifica su historicidad. Tras capturar al rey de la ciudad y respetar la vida de sus habitantes, es probable que Pithana estableciera en Nesa la capital de su reino. Las razones para esta decisión puede que fueran de índole estratégica, puesto que Nesa estaba en una ubicación provilegiada tanto en las rutas comerciales asirias como en las proximidades de la cuenca del Kizil Irmak y las Tierras Bajas.
Si estableció su capital en Nesa, reinó desde esta ciudad aproximadamente entre los años 1750 y 1740 a. C. En Kusara era rey desde antes de estas fechas. Fue sucedido por su hijo Anitta.